# سيماح (وادي العين)

تعديل مصدري - تعديل

سيماح هي إحدى قرى عزلة وادي العين بمديرية حورة التابعة لمحافظة حضرموت، بلغ تعداد سكانها 276 نسمة حسب تعداد اليمن لعام 2004.